# Parafia Imienia Najświętszej Maryi Panny w Repli
Parafia Imienia Najświętszej Maryi Panny w Repli – rzymskokatolicka parafia znajdująca się w Repli, w diecezji grodzieńskiej, w dekanacie Wołkowysk, na Białorusi.
Drugorzędnymi współpatronami parafii są: św. Józef, oblubieniec Najświętszej Marii Panny (odpust 19 marca) oraz św. Antoni Padewski (odpust 13 czerwca).
Parafia posiada kaplicę filialną w Dulowcach.

## Historia
Pierwszy, drewniany kościół w Repli zbudowano w 1632. Kolejny, również drewniany w 1730 ze środków pisarza wielkiego litewskiego Michała Józefa Massalskiego. Kościół ten był pw. św. Anny. W 1850 budynek odnowiono. W II poł. XIX w. parafia posiadała kaplice filialne w Tereszkach i Werejkach (w 1865 zamkniętą w ramach represji po powstaniu styczniowym) oraz kaplicę cmentarną. Położona była wówczas w diecezji wileńskiej, w dekanacie wołkowyskim.
W latach 1902–1908 zbudowano obecny kościół, gdyż stara świątynia nie była w stanie pomieścić wszystkich wiernych. Wówczas też parafia uzyskała obecne wezwanie. Kościół został uszkodzony podczas I wojny światowej i odnowiony w okresie międzywojennym.
W latach międzywojennych parafia leżała w archidiecezji wileńskiej, w dekanacie Łunna. W przededniu wybuchu II wojny światowej liczyła ponad 4200 wiernych.
Po II wojnie światowej parafia znalazła się w granicach ZSRR. W tym okresie zdewastowana została kaplica cmentarna, odbudowana w latach 90.

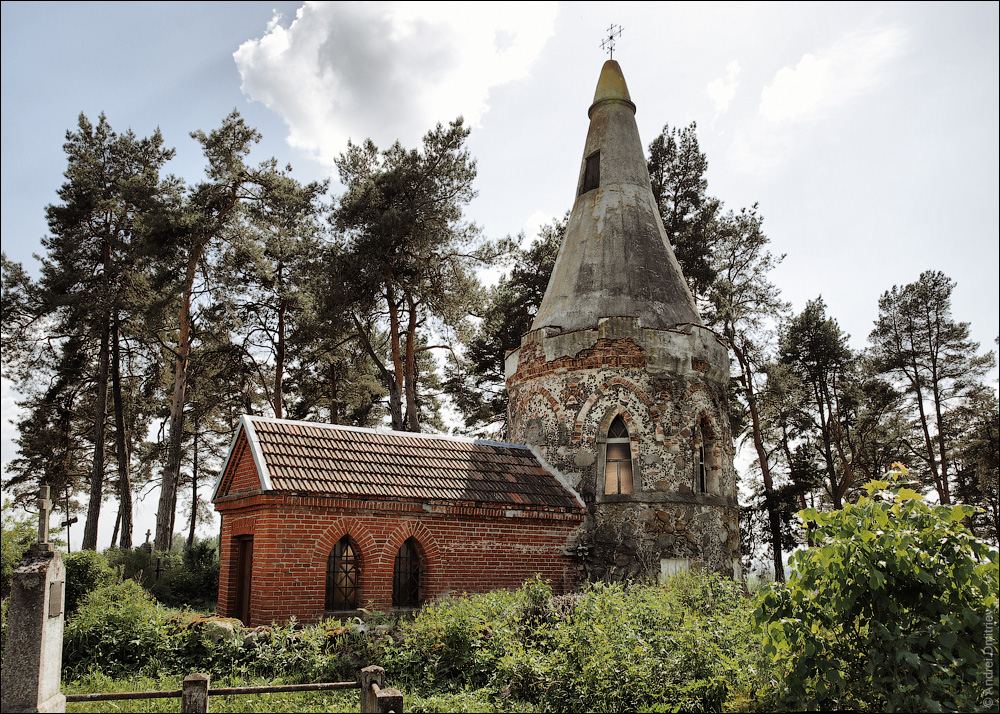
Kaplica cmentarna
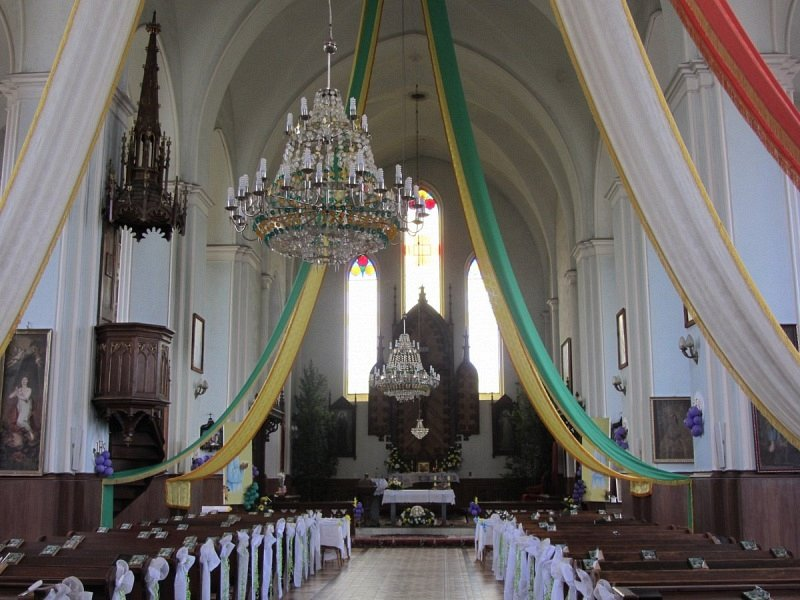
Wnętrze kościoła